# Christian Hehl

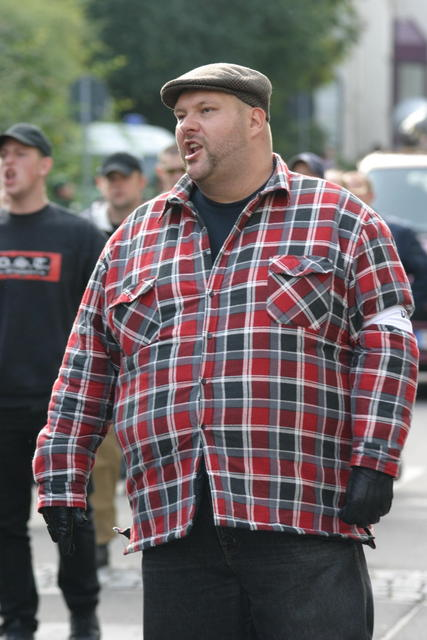
Christian Hehl als Ordner bei einer Neonazi-Demonstration

Christian Rolf Hehl (* 29. Mai 1969 in Ludwigshafen am Rhein; † 16. Oktober 2022 in Mannheim) war ein deutscher Neonazi und rechtsextremer Politiker (NPD), der in der Rhein-Neckar-Region aktiv war.

## Funktionär extrem rechter Parteien und Organisationen
Christian Hehl begann seine Aktivitäten in der rechtsextremen Szene als Hooligan und Nazi-Skinhead bei „The Firm“, einer Hooligan-Vereinigung von Anhängern des SV Waldhof Mannheim. Er war Mitglied der 1993 aufgelösten „Aktionsgemeinschaft Nationalrevolutionärer Kameraden“ (ANK), der 1995 verbotenen FAP, der Nationalistischen Front (NF) und des 2000 verbotenen Neonazi-Netzwerks Blood and Honour. 1998 wurde er zum Beauftragten der NPD-Jugendorganisation Junge Nationaldemokraten (JN) für die Region Vorderpfalz ernannt. Im September 2002 trat er für die NPD als Direktkandidat in Ludwigshafen am Rhein für die Bundestagswahl an. Vor den Wahlen zum sächsischen Landtag 2004 unterstützte er die Partei im Wahlkampf, unter anderem als Leibwächter von Holger Apfel. Im Januar 2006 wurde Hehl als Beisitzer in den Landesvorstand der NPD Rheinland-Pfalz gewählt. Bei der Landtagswahl in Rheinland-Pfalz am 26. März 2006 stand er auf Platz 5 der NPD-Landesliste. Darüber hinaus war er zusammen mit René Rodriguez-Teufer, Mario Matthes und Matthias Hermann in dem neonazistischen „Aktionsbündnis Rhein-Neckar“ führend tätig. Bei den Kommunalwahlen 2014 in Mannheim wurde Hehl mit 3545 Stimmen für die NPD in den Gemeinderat gewählt. Bei der Landtagswahl in Baden-Württemberg 2016 trat er für die NPD im Wahlkreis Mannheim I an, verfehlte jedoch den Einzug in den Landtag.

## Straftaten und Vorstrafen mit und ohne politischen Hintergrund
Christian Hehl war mehrfach vorbestraft, darunter wegen Landfriedensbruchs und gefährlicher Körperverletzung. Das Landgericht Frankenthal verurteilte ihn 1997 zu einer Haftstrafe von einem Jahr, weil er im Vorjahr einen Antifaschisten in Speyer von hinten mit einem Schlagstock angegriffen und am Kopf verletzt hatte. Der zuständige Richter bescheinigte ihm eine „menschenverachtende Gesinnung und Brutalität“, setzte die Strafe jedoch auf Bewährung aus, nachdem Hehl seinen Ausstieg aus der extrem rechten Szene beteuert hatte.
1998 erhielt er eine Geldstrafe in Höhe von 1800 DM wegen Gewaltdarstellung und Volksverhetzung. Im folgenden Jahr wurde die 1997 erteilte Bewährungsstrafe wegen Verstoßes gegen die Bewährungsauflagen durch das Oberlandesgericht Koblenz ausgesetzt. Hehl trat seine Haftstrafe in der Justizvollzugsanstalt Frankenthal jedoch nicht an, sondern hielt sich versteckt. Daraufhin wurde im Juni 1999 ein Vollstreckungsbefehl erlassen. Während seiner Haftzeit wurde er als „nationaler Gefangener“ von der Hilfsorganisation für nationale politische Gefangene und deren Angehörige (HNG) betreut. Wegen eines Interviews mit dem Neonazi-Fanzine „Der Weisse Wolf“, in dem er seinen Feinden „jede Menge 9 mm“ wünschte, wurde ihm die Hafterleichterung durch offenen Strafvollzug verweigert. Im Dezember 2000 wurde Hehl gegen die Zahlung von 5000 DM vorzeitig aus dem Gefängnis entlassen.
Am 27. Mai 2001 feierte Hehl im Schloss Steinach in der Gemeinde Steinach im Landkreis Straubing-Bogen seinen 32. Geburtstag zusammen mit 600 Gleichgesinnten aus Deutschland und den Nachbarländern. Das Konzert wurde von der Polizei aufgelöst. Dabei kam es zu Ausschreitungen und Demolierungen von mehreren Einsatzfahrzeugen der Polizei. Gegen Hehl als Veranstalter und eine zweite Person wurde Strafanzeige erstattet. Diese wurde bei Hehl eingestellt.
Wegen gefährlicher Körperverletzung und Landfriedensbruchs wurde gegen Hehl 2006 ein bundesweites dreijähriges Stadionverbot ausgesprochen. Der SV Waldhof verfügte 2014 ein zweijähriges Stadionverbot gegen Hehl, weil er Vereins-T-Shirts mit polizeifeindlichen Botschaften verändert und damit zur Gewalt gegen Polizisten aufgerufen hatte. Die Verfassungsbeschwerde von Hehl lehnte der baden-württembergische Staatsgerichtshof im November 2015 ab, nachdem er schon in den Vorinstanzen gescheitert war.
Wegen Drogenhandels und illegalen Waffenbesitzes (ein Springmesser und zwei Schlagringe) wurde er im Mai 2017 zu einer Geldstrafe von 100 Tagessätzen à 25 Euro verurteilt. Außerdem sah es das Gericht als erwiesen an, dass er vor seiner Zeit als Stadtrat in den Jahren 2010 und 2011 in mindestens zehn Fällen ein bis zwei Gramm Amphetamin verkauft habe. Das Urteil ist nicht rechtskräftig.
2018 wurde Hehl im Rahmen des NSU-Untersuchungsausschusses wegen seiner mutmaßlichen Nähe zum NSU vernommen. Er war 1996 zusammen mit Beate Zschäpe auf einer Demonstration in Worms gewesen, wo ein gemeinsames Foto entstand. Aus der Vernehmung konnten keine neuen Erkenntnisse gewonnen werden. Vom NSU habe Hehl nichts gewusst. Er selbst gab an, sich zu wundern, dass es an ihm vorbeigegangen sei.

## Rechtsrock
Hehl war führend tätig im Rechtsrock-Geschäft. 1997 eröffnete er in Ludwigshafen am Rhein einen Laden mit der Firmenbezeichnung „Hehls World“, in dem nicht nur einschlägige Musik- und Kleidungsartikel, sondern auch Hitler-Reden und Waffen angeboten wurden. Aufgrund von öffentlichen Protesten wurde ihm jedoch schon Anfang Mai 1998 die Konzession für den Betrieb des Ladengeschäfts entzogen und das Geschäft auf behördliche Anordnung geschlossen. Er trat insbesondere im Raum Ludwigshafen und seit seinem Umzug 2002 nach Mannheim auch dort als Veranstalter von Rechtsrock-Konzerten auf und unterhielt gute Kontakte zur neonazistischen Skinheadszene bundesweit.

## Tod
Ab 2017 trat Hehl nur noch selten in Erscheinung und bezeichnete sich auch als gemäßigter. Er gab 2017 vor dem Amtsgericht Mannheim an, an Diabetes sowie chronischen Herz- und Nierenbeschwerden zu leiden. Gesundheitlich schwer angeschlagen starb er am 16. Oktober 2022 in einem Mannheimer Krankenhaus. Vor dem Fußball-Spiel der zweiten Runde des DFB-Pokals am 18. Oktober 2022 gedachte Waldhofs Stadionsprecher Stephan Christen zweier verstorbenen Personen, darunter Hehl. Unmittelbar nach dem folgenden Eklat trat er vom Amt zurück. Hehl wurde am 10. Dezember 2022 im Friedwald in Dudenhofen beigesetzt.